# Кабинет министров Узбекистана
Кабинет министров Узбекистана — правительственный орган Узбекистана, является органом исполнительной власти страны, обеспечивающим руководство эффективного функционирования экономики, социальной и духовной сферы, исполнение законов, иных решений Олий Мажлиса, Указов и распоряжений президента. Кабинет министров осуществляет свою деятельность на основе Закона «О Кабинете министров Республики Узбекистан» принятый 30 сентября 2019 года (последняя редакция; изначальная версия принята 29 августа 2003 года).
Кабинет министров возглавляет систему органов государственного управления и создаваемых им органов хозяйственного управления, обеспечивает их согласованную деятельность. Кабинет министров в своей деятельности ответственен перед Президентом и Олий Мажлисом (двухпалатным парламентом) Узбекистана. Постановления и распоряжения Кабмина подписываются лично премьер-министром как главой правительства.

## История
12 июня 2017 года президент Узбекистана своим постановлением сократил число вице-премьеров на одного.
20 января 2020 года правительство Узбекистана ушло в отставку перед новым парламентом.

## Функции
Кабинет министров в пределах своих полномочий:
- принимает меры по обеспечению устойчивого экономического роста, макроэкономической сбалансированности, реформированию и структурным преобразованиям экономики;
- организует разработку и исполнение Государственного бюджета Республики Узбекистан и бюджетов государственных целевых фондов, основных направлений налоговой и бюджетной политики с учётом прогнозов и важнейших программ экономического и социального развития Республики Узбекистан;
- разрабатывает и обеспечивает реализацию программ развития, технической, технологической модернизации и диверсификации приоритетных отраслей экономики, программ комплексного социально-экономического развития территорий;
- создаёт условия для свободного предпринимательства, прежде всего на основе развития частной собственности, сокращения уровня присутствия государства в экономике до стратегически и экономически обоснованных размеров, широкой приватизации, принимает меры по устранению всех преград и ограничений на пути развития малого и частного предпринимательства, созданию благоприятного делового климата и условий инвестирования, демонополизации экономики;
- способствует осуществлению мер по укреплению денежной и кредитной системы в Республике Узбекистан, обеспечению стабильности банковских и иных финансовых институтов;
- принимает меры по развитию рыночных отношений и внедрению современных технологий в аграрном секторе, развитию мелиоративных и ирригационных сетей, сохранению и улучшению качества земельных и рациональному использованию водных ресурсов, совершенствованию системы управления сельским хозяйством;
- совершенствует методы государственного управления, в том числе на основе принципов электронного правительства, стимулирует внедрение современных принципов и методов хозяйственного и корпоративного управления, основанных на рыночных принципах;
- разрабатывает предложения о совершенствовании структуры государственного управления, об образовании, реорганизации и упразднении министерств, государственных комитетов, ведомств и других органов государственного и хозяйственного управления Республики Узбекистан;
- обеспечивает развитие, повышение качества и эффективности системы образования, создаёт условия для широкого доступа к непрерывному образованию, осуществляет меры по реализации приоритетных направлений развития науки и технологий;
- реализует меры по развитию системы здравоохранения, повышению уровня медицинского обслуживания, сохранению и укреплению здоровья населения, внедрению принципов здорового образа жизни, обеспечению санитарно-эпидемиологического благополучия;
- способствует развитию культуры, искусства, физической культуры и спорта, обеспечению широкого доступа к культурным ценностям, полноправному участию граждан в общественной и культурной жизни;
- разрабатывает и реализует программы создания рабочих мест и обеспечения занятости населения, обеспечивает функционирование систем социальной защиты, социального и пенсионного обеспечения граждан, содействует защите семьи, материнства и детства, принимает меры по реализации государственной молодёжной политики;
- осуществляет меры по рациональному использованию природных ресурсов, проведению природоохранных мероприятий и реализации крупных экологических программ республиканского и международного значения, принимает меры по ликвидации последствий крупных аварий и катастроф, а также стихийных бедствий;
- содействует осуществлению мер по обеспечению государственной безопасности и обороноспособности, охране государственных границ Республики Узбекистан, защите интересов государства, охране общественного порядка;
- обеспечивает представительство Республики Узбекистан в иностранных государствах и в международных организациях, заключает межправительственные договоры, принимает меры к их исполнению;
- осуществляет руководство в области внешнеэкономической деятельности, научно-технического и культурного сотрудничества[3].

## Текущий состав
В этом разделе представлен актуальный состав Кабинета министров Узбекистана (на 19 января 2023 года):
| Должность                                               | Имя, Фамилия      |
| ------------------------------------------------------- | ----------------- |
| Премьер-министр Республики Узбекистан                   | Абдулла Арипов    |
| Заместители премьер-министра                            |                   |
| Заместитель премьер-министра                            | Ачилбай Раматов   |
| Заместитель премьер-министра                            | Жамшид Ходжаев    |
| Заместитель премьер-министра                            | Джамшид Кучкаров  |
| Заместитель премьер-министра                            | Зулайхо Махкамова |
| Председатель Совета министров Республики Каракалпакстан |                   |
| Председатель Совета министров Каракалпакстана           | Фарход Эрманов    |

### Министры
| Должность                                                     | имя, фамилия          |
| ------------------------------------------------------------- | --------------------- |
| Министр инвестиций, промышленности и торговли                 | Лазиз Кудратов        |
| Министр экономики и финансов                                  | Джамшид Кучкаров      |
| Министр горно-добывающей промышленности и геологии            | Бобир Исламов         |
| Министр строительства и жилищно-коммунального хозяйства       | Шерзод Хидоятов       |
| Министр занятости и сокращения бедности                       | Ботир Захидов         |
| Министр высшего образования, науки и инноваций                | Конгратбай Шарипов    |
| Министр дошкольного и школьного образования                   | Хилола Умарова        |
| Министр экологии, охраны окружающей среды и изменения климата | Азиз Абдухакимов      |
| Министр спорта                                                | Адхам Икрамов         |
| Министр сельского хозяйства                                   | Иброхим Абдурахмонов  |
| Министр водного хозяйства                                     | Шавкат Хамраев        |
| Министр цифровых технологий                                   | Шерзод Шерматов       |
| Министр юстиции                                               | Акбар Ташкулов        |
| Министр транспорта                                            | Илхом Махкамов        |
| Министр культуры                                              | Озодбек Назарбеков    |
| Министр обороны                                               | Шухрат Холмухамедов   |
| Министр здравоохранения                                       | Асилбек Худаяров      |
| Министр энергетики                                            | Журабек Мирзамахмудов |
| Министр иностранных дел                                       | Бахтиёр Саидов        |
| Министр внутренних дел                                        | Азиз Ташпулатов       |
| Министр по чрезвычайным ситуациям                             | Ботир Кудратходжаев   |

- В соответствии со статьёй 98 Конституции, председатель Совета министров Республики Каракалпакстан по должности входит в состав Кабинета министров Республики Узбекистан.

## Размещение
Аппарат правительства Республики Узбекистан размещён по адресу: 100078, г. Ташкент, Дом Правительства, пл. Мустакиллик, 5.

## Зарплата
Все госслужащие получают зарплату по единой тарифной сетке (ЕТС). Так, согласно ЕТС, самую высокую зарплату получает заместитель премьер-министра — 2 млн 75 тысяч 955 сумов ($247 — по курсу НБ Узбекистана), самую маленькую — депутат законодательной палаты-спикер сената — 1 млн 560 тысяч 413 сумов ($185).
Зарплата хокима (главы) области составляет 1 млн 899 тысяч 783 сума ($220), хоким города получает чуть меньше — 1 млн 643 тысяч 329 сумов ($195). Министр в Узбекистане получает 1 млн 727 тысяч 665 сумов ($205).
Кроме того, для них предусмотрен ряд надбавок. За особые условия труда добавляют 20 % от должностного оклада, за выслугу лет — 20−30 %. Коэффициент стимулирования труда составляет 40 % от должностного оклада, материальное стимулирование — 15−25 %. Таким образом, в случае привлечения всех надбавок по максимуму зарплата хокима области может превышать 4 млн сумов ($476).

## Цифровое правительство
В целях обеспечение эффективности, оперативности и прозрачности деятельности государственных органов, усиление их ответственности и исполнительской дисциплины, создание дополнительных механизмов обеспечения обратной связи с населением и субъектами предпринимательства, создание на всей территории страны возможностей для заявителей по осуществлению взаимоотношений с государственными органами в рамках электронного правительства, формирование баз данных государственных органов в рамках возложенных на них функций, Единого портала интерактивных государственных услуг и Единого реестра электронных государственных услуг, внедрение в системе государственного управления принципа «одно окно» при осуществлении взаимоотношений с населением и субъектами предпринимательства за счёт формирования механизмов электронного документооборота, взаимодействия и обмена информацией между базами данных государственных органов, перевод субъектов предпринимательства на использование электронного документооборота, в том числе в процессах представления статистической отчётности, таможенного оформления, выдачи лицензий, разрешений, сертификатов, а также получения информации от государственных органов, расширение использования субъектами предпринимательства систем электронной коммерции, сбыта продукции и осуществления закупок через всемирную информационную сеть Интернет, а также внедрения автоматизированных систем учёта, контроля и оплаты коммунальных услуг, развитие систем безналичных электронных платежей, осуществления государственных закупок, дистанционного доступа и других электронных форм деятельности в банковско-финансовой сфере в 9 декабря 2015 года был принят закон «Об электронном правительстве».